# Limbo (Tansania)
Koordinaten: 7° 28′ S, 39° 5′ O
Limbo bezeichnet einen Ort im heutigen Tansania, der sich ca. 75 Kilometer südlich von Dar-es-Salaam und 25 km vom Indischen Ozean entfernt befindet.

## Ausgrabungsstätte
In seiner Nähe konnte eine eisenzeitliche Siedlung ausgegraben werden. Es handelt sich um eine der frühesten eisenzeitlichen Siedlungen (100–250 n. Chr.) in dieser Gegend. Ausgrabungen förderten große Mengen an Eisenschlacke zu Tage, die die Eisenverarbeitung vor Ort belegen. Zudem wurde Keramik gefunden, welche einen eigenen Stil bildet und entfernt mit jener von Kwale verwandt ist.